# Mitragliatrice leggera

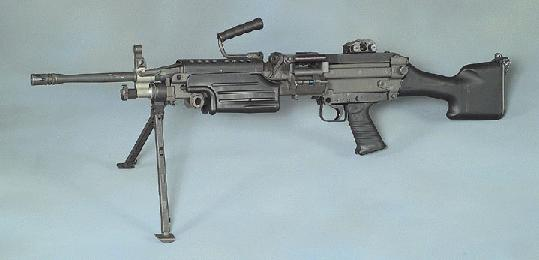
Una mitragliatrice leggera FN Minimi.

La mitragliatrice leggera è un'arma a ripetizione di scarso peso, ad alta cadenza di fuoco e non da postazione, cioè adatta al trasporto per essere piazzata velocemente in battaglia. Talvolta è indicata dall'acronimo inglese LMG (light machine gun).

Può essere indicata anche come mitragliatrice di squadra (in inglese con l'acronimo SAW si indica una Squad Automatic Weapon).

Può essere usata sia come arma di difesa, sia come supporto nell'attacco.

## Storia
La prima mitragliatrice leggera efficiente e diffusa fu la Madsen del 1902, in vari calibri da fucile a piena potenza, di circa 10 kg, e fu usata per più di 80 anni.
La prima mitragliatrice leggera nel senso moderno fu la RPD del 1944, in calibro 7,62 × 39 mm, di 6,6 kg, usata ancora oggi.

## Caratteristiche
Solitamente in battaglia all'utilizzo dell'arma sono assegnati due militari: il mitragliere vero e proprio e il supporto o portamunizioni, che è fornito anche dell'arma individuale d'ordinanza.
Di norma il calibro dell'arma è lo stesso delle armi individuali che equipaggiano il reparto. Fino alla seconda guerra mondiale le cartucce erano quelle dei fucili a piena potenza, come la 7,7 × 56 mm R (.303 British) (nella LMG BREN) o la 7,62 × 54 mm R (nella LMG DP28), e il "leggero" si riferiva al peso dell'arma, più ridotta delle altre mitragliatrici contemporanee, ma comunque maggiore di 9–10 kg.
La mitragliatrice leggera moderna incamera proiettili da fucile d'assalto, di potenza intermedia, quali la 7,62 × 39 mm (della RPD), e la 5,56 × 45 mm (della FN Minimi). Queste mitragliatrici hanno una gittata e potenza minori rispetto alle precedenti, ma pesano meno di 8 kg, sono più controllabili e hanno un rateo di fuoco e caricatore (generalmente) maggiori. Ancora oggi sono usate mitragliatrici leggere in calibri a piena potenza (come l'M60), ma hanno ruoli minori di supporto a media distanza.